# 宮地兵次郎

## 概要
宮地 兵次郎（みやち ひょうじろう、1838年〈天保9年〉8月15日 - 1910年〈明治43年〉9月21日）は、岐阜県出身の地域活動家。中山道（中街道）の開削に尽力し、日吉村の戸長を務めた。

## 略歴
1838年8月15日、岐阜県土岐郡日吉村半原（現在の瑞浪市日吉町半原）に生まれる。

## 先祖

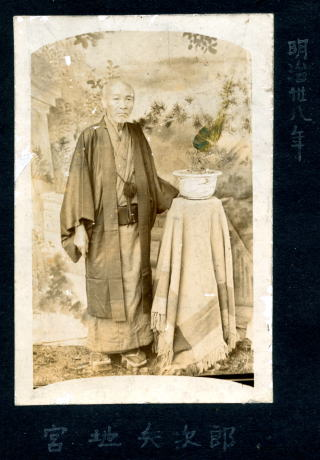
宮地兵次郎 1905年（明治38年）

半原宮地氏は安藤氏・遠藤氏・山内氏と共に土岐氏に属し、天文13年（1544年）日吉神社を創建した。
（先祖代々の記録）（10.兵次郎寛朋が宮地兵次郎）
1. 市之丞（享保8年（1723年）5月没） - 宮地本家11代九郎左衛門次男。
2. 九郎左衛門（元文元年（1736年）10月没）
3. 九郎右衛門（寛保3年（1743年）3月没）
4. 隼人（宝暦13年（1763年）9月没）
5. 安之丞（天明5年（1785年）7月没）
6. 金松（文化14年（1817年）7月18日没）
7. 求馬（天保7年（1836年）9月没）
8. 市蔵（安政2年（1855年）11月没）
9. 市兵衛（1883年（明治16年）没） - 半原村庄屋、1873年（明治6年）戸長。
10. 兵次郎寛朋（天保9年（1838年） - 1910年（明治43年）） - 日吉村三浦弥五八五男。1881年（明治14年）戸長となり、中山道中街道開設を主導した。

先祖・宮地重勝頌徳碑（背面）には下記の文が彫ってある。

写真の左の碑：宮地重勝隠居士。
右の碑：宮地重勝頌徳碑。
宮地氏ハ代々土岐氏
ノ臣ニシテ天文十一
年頼芸亡ブルヤ鶴ケ
城代宮地九郎左衛門
藤原重勝半原自邸ニ
隠遁シ農ニ帰スコレ
即チ祖ナリ

昭和二十八年十月再建之

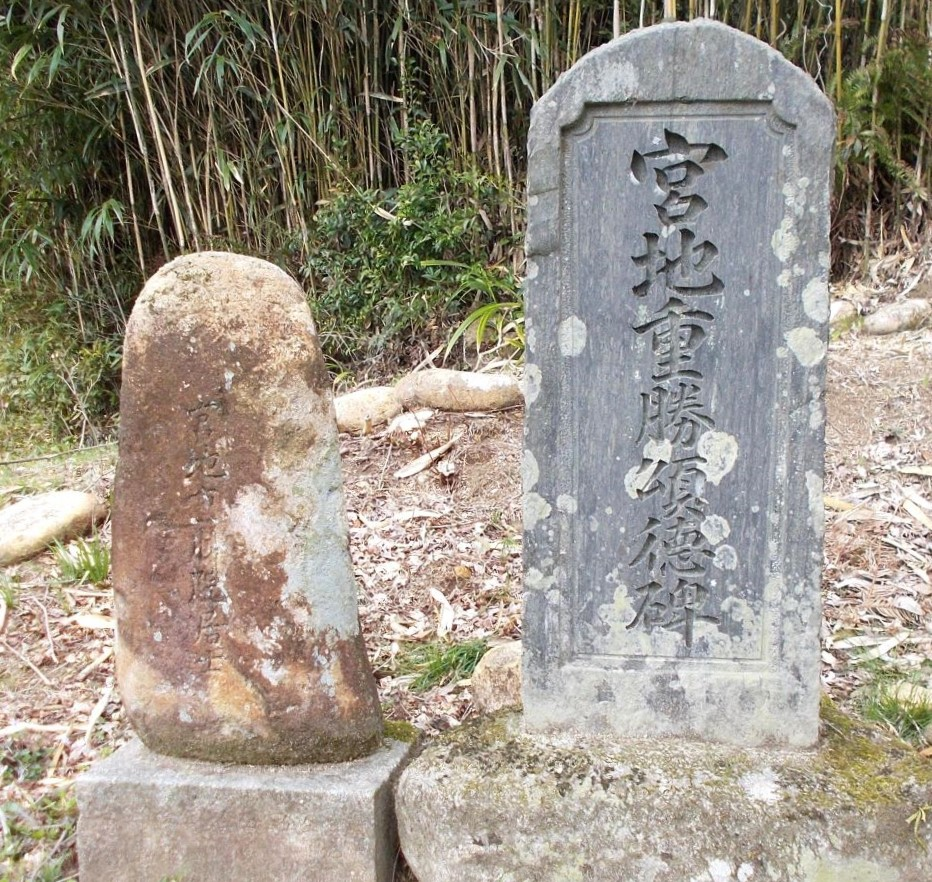
先祖・宮地重勝頌徳碑

(天文11年=1542年)(昭和28年=1953年)

土岐頼芸は土岐頼兼、正中の変と関係する。

土岐頼兼墓（瑞浪市ホームページより抜粋）

写真：正中の変　後醍醐天皇御綸旨箱　正中元年・土岐十郎頼兼受賜　宮地家伝承。宮地家の先祖は正中の変に深く関係していた。

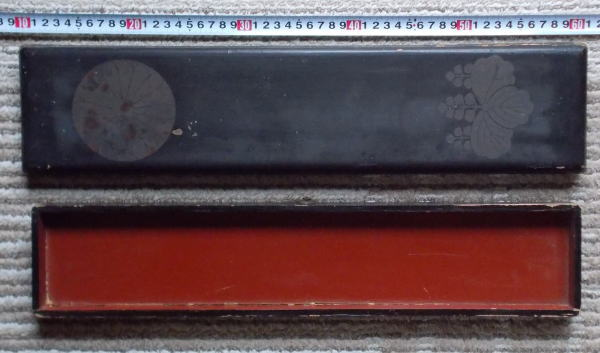
御綸旨箱 正中元年 土岐十郎頼兼　受賜

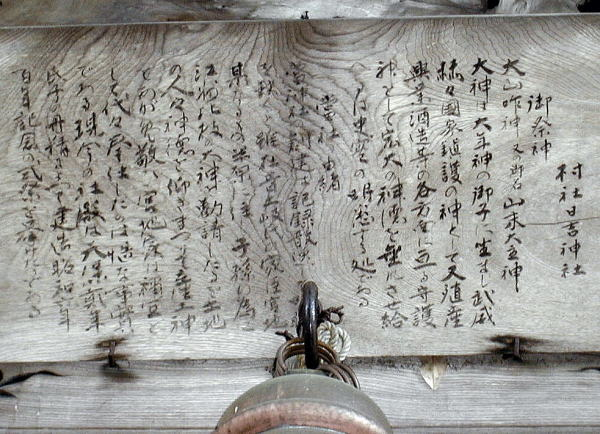
村社・日吉神社

写真：村社日吉神社：御祭神・神社由緒
　御祭神

大山咋神又の御名山末大主神
大神は大年神の御子に生まし武威
様々国家鎮護の神として又殖産
興業酒造等の各方面に亘（わた）る守護
神として宏大の神徳を垂れさせ給
へるは史實の明窓する処である
　當社の由緒

當神社の創建は記録散逸して明瞭
を欠くと雖（いえども）在者土岐氏の家臣宮地
某なるもの半原に住し子孫の為に
江州比枝（日枝）の大神を勧請したるを土地
の人々神徳を仰ぎまつりて産土神
とあがめし敬い宮地家は禰宜と
して代々奉仕したのは慥（たしか）な事實
である現今の社殿は天保貮年
氏子の丹精によって建造昭和六年
百年記念の式祭を挙げたのである
---
　
（天保貮年=1831年）
（昭和六年=1931年）
　
この「村社日吉神社　御祭神　當社の由緒」
の筆は宮地文一である。

## 家族
- 父：市兵衛（美濃国土岐郡半原村の戸長、半原村の庄屋であった）
- 母：ふで
- 妻：柘植津宇（南垣外祢宜柘植河内守図次の長女）：写真

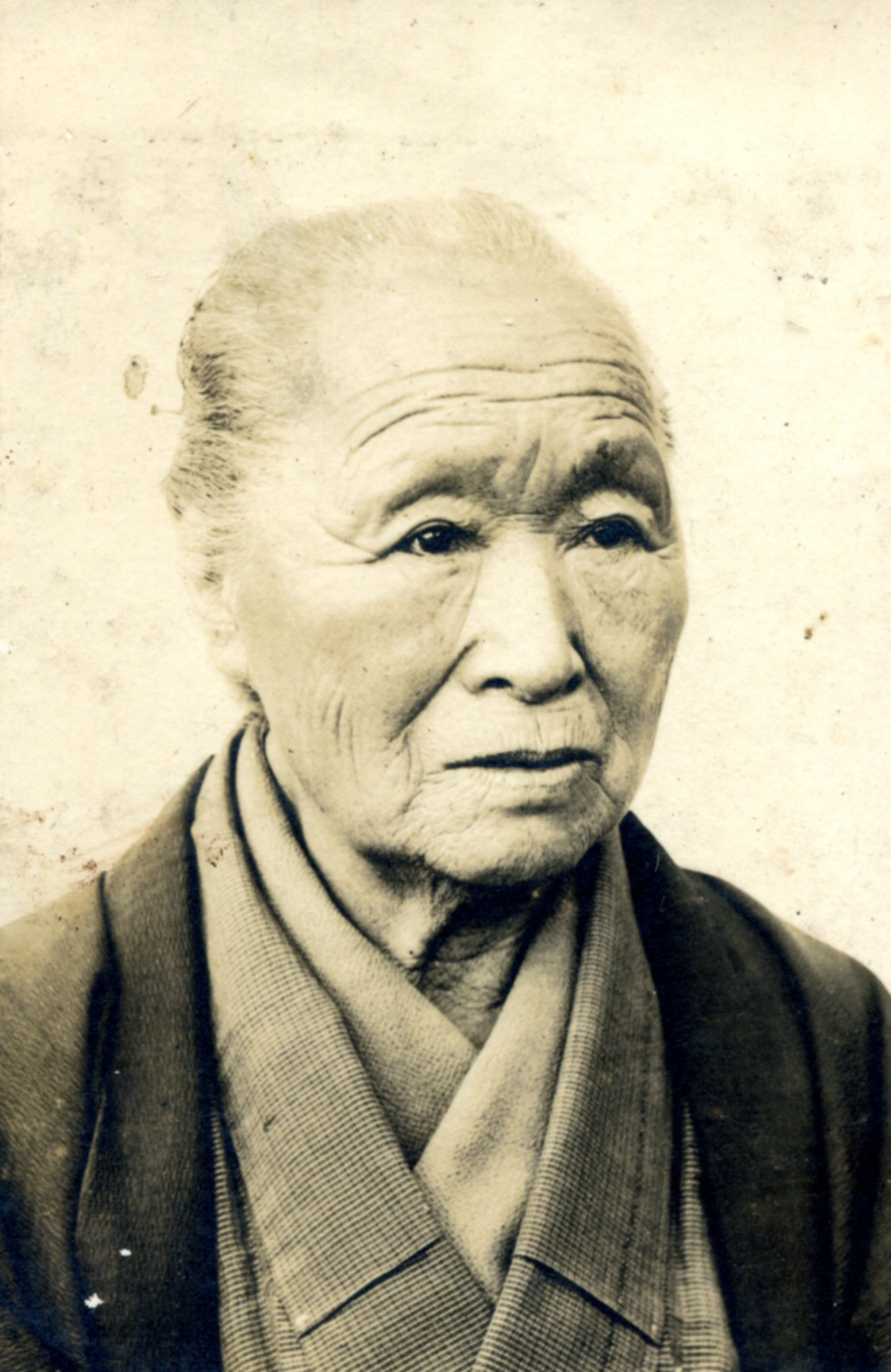
兵次郎の妻（旧姓柘植）津宇

- 子：宮地はん（文久2年（1862年）- 1939年（昭和14年））
- 子：宮地文一
- 子：猪野重次郎
- 子：宮地美一（みいち、1879年（明治12年）9月18日 - 1961年（昭和36年）11月18日） - 東京帝国大学英文科卒業後、東京千駄ヶ谷に住み、戦災後帰郷した
- 子：宮地千代 - 渡辺徳助妻
- 孫：宮地志行　洋画家（本名は景樹）

## 業績
中山道（中街道）の開削に尽力した。
また、日吉村の戸長を務め、地域の行政や発展に貢献した。

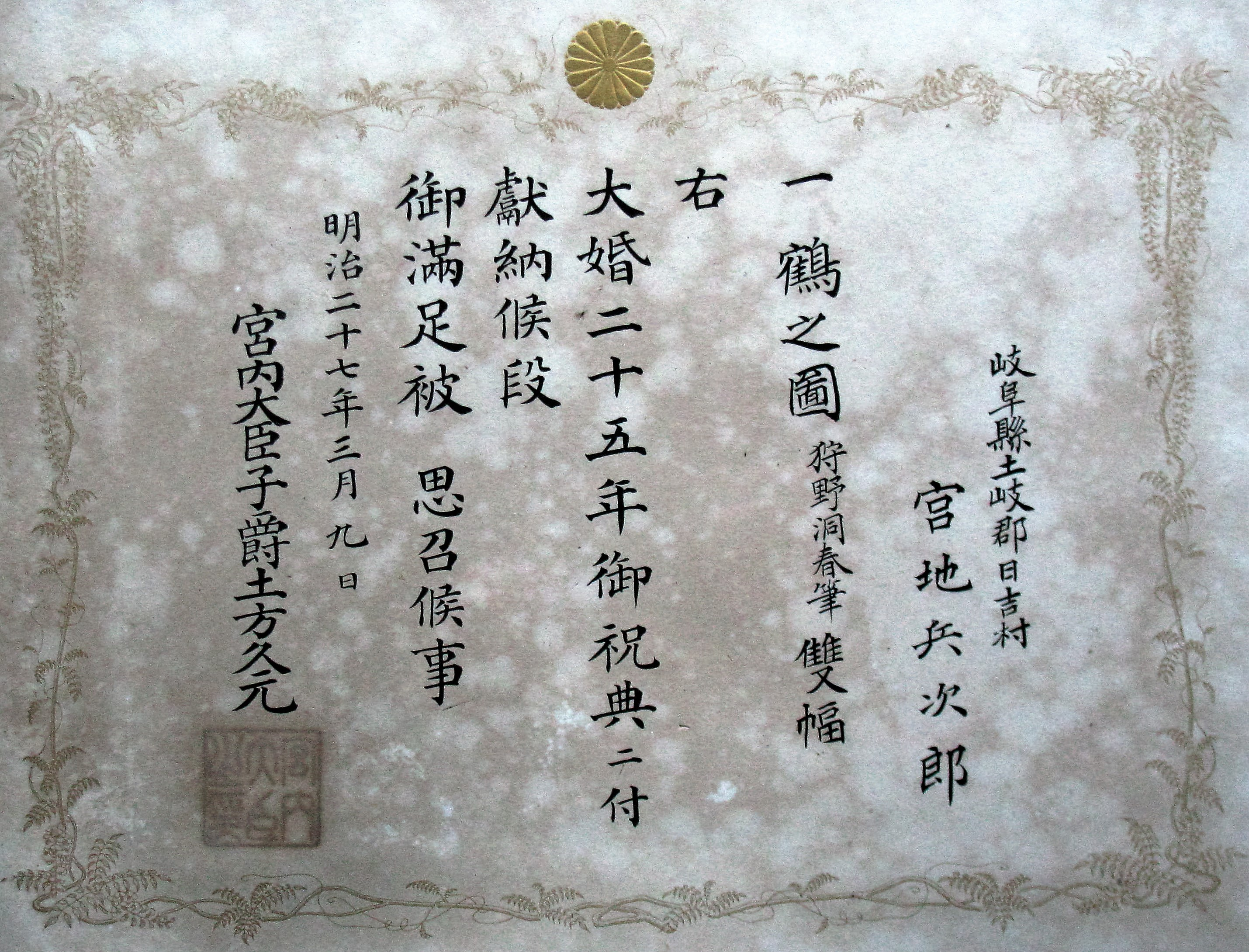
宮内庁より兵次郎に贈られた礼状
1894年 大婚二十五年御祝典 献納に対するもの

写真：宮内大臣子爵土方久元（後に爵位は伯爵となる）からの礼状

1894年（明治27年）3月9日、
明治天皇「大婚二十五年祝典」が催された。
この時に宮地兵次郎は祝いの品を贈っている。
狩野洞春（1747‐1797）筆の「鶴の図」雙幅（二つで一組の掛軸）。
（明治天皇は）御満足被　
思召（おぼしめされ）候事、とある。

## 中山道（中街道）開削エピソード
- 中街道開設総計表：写真
- 中街道の絵地図：写真
- 新道開削願

以上が宮地兵次郎の家に残っている。
中山道新道開削願１

中山道新道開削願２

中山道新道開削願３

中山道新道開削願４

中山道新道開削願５

中山道新道開削願・訳１

中山道新道開削願・訳２

中山道新道開削願・訳３

中山道新道開削願・訳４

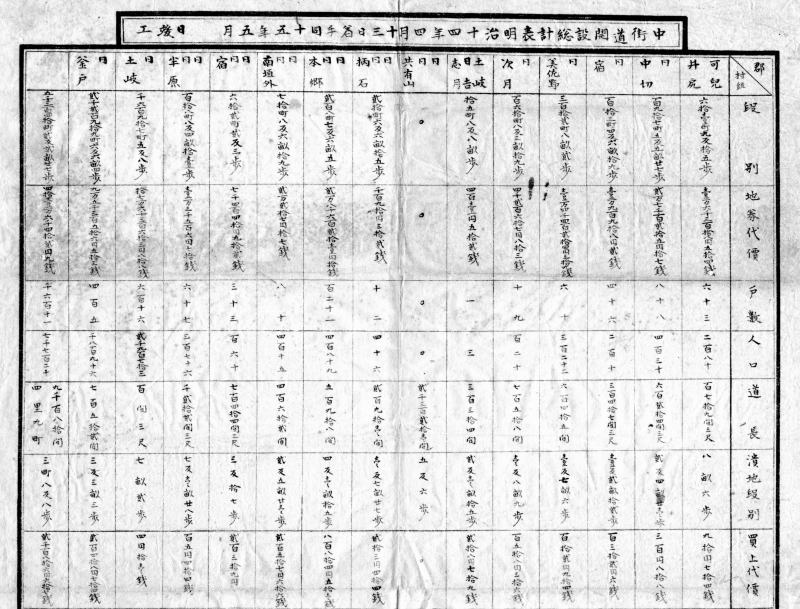
中街道開設総計表１

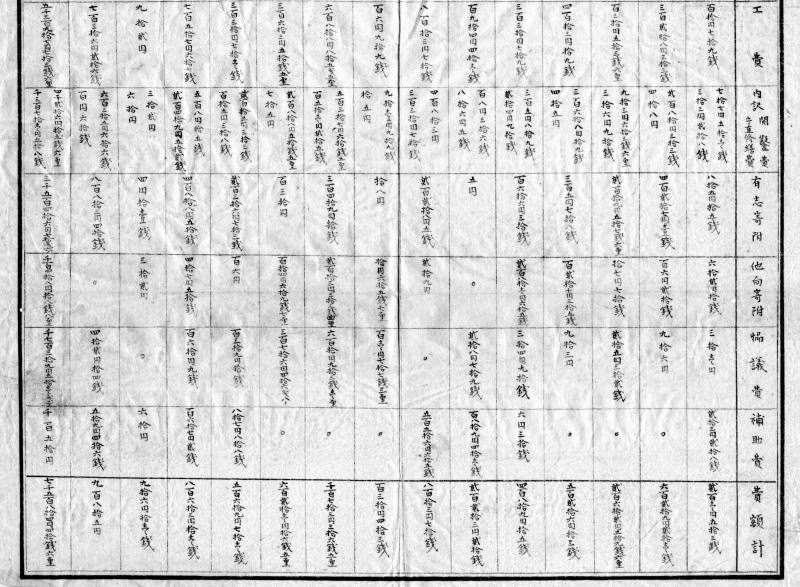
中街道開設総計表２

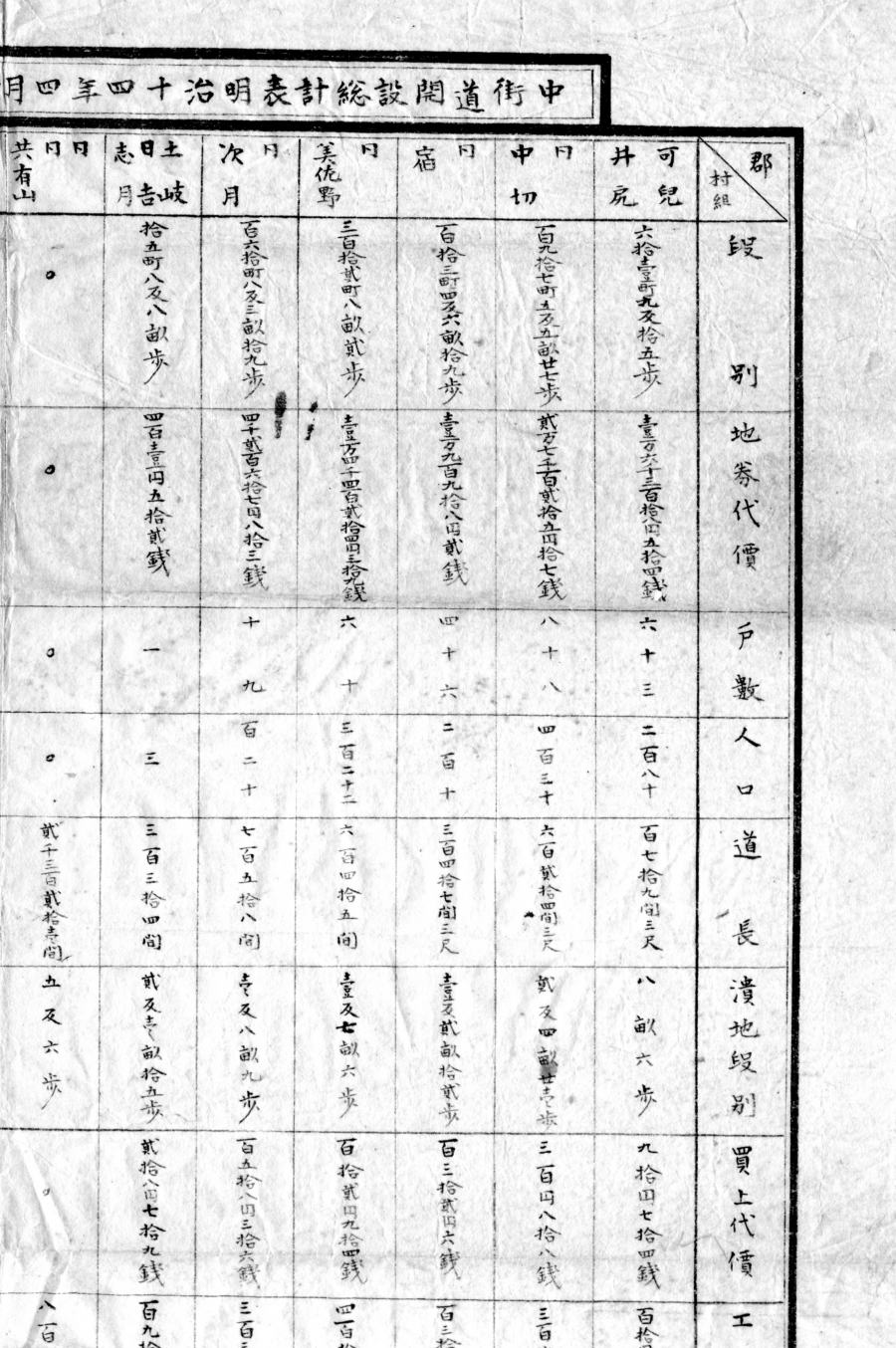
中街道開設総計表３

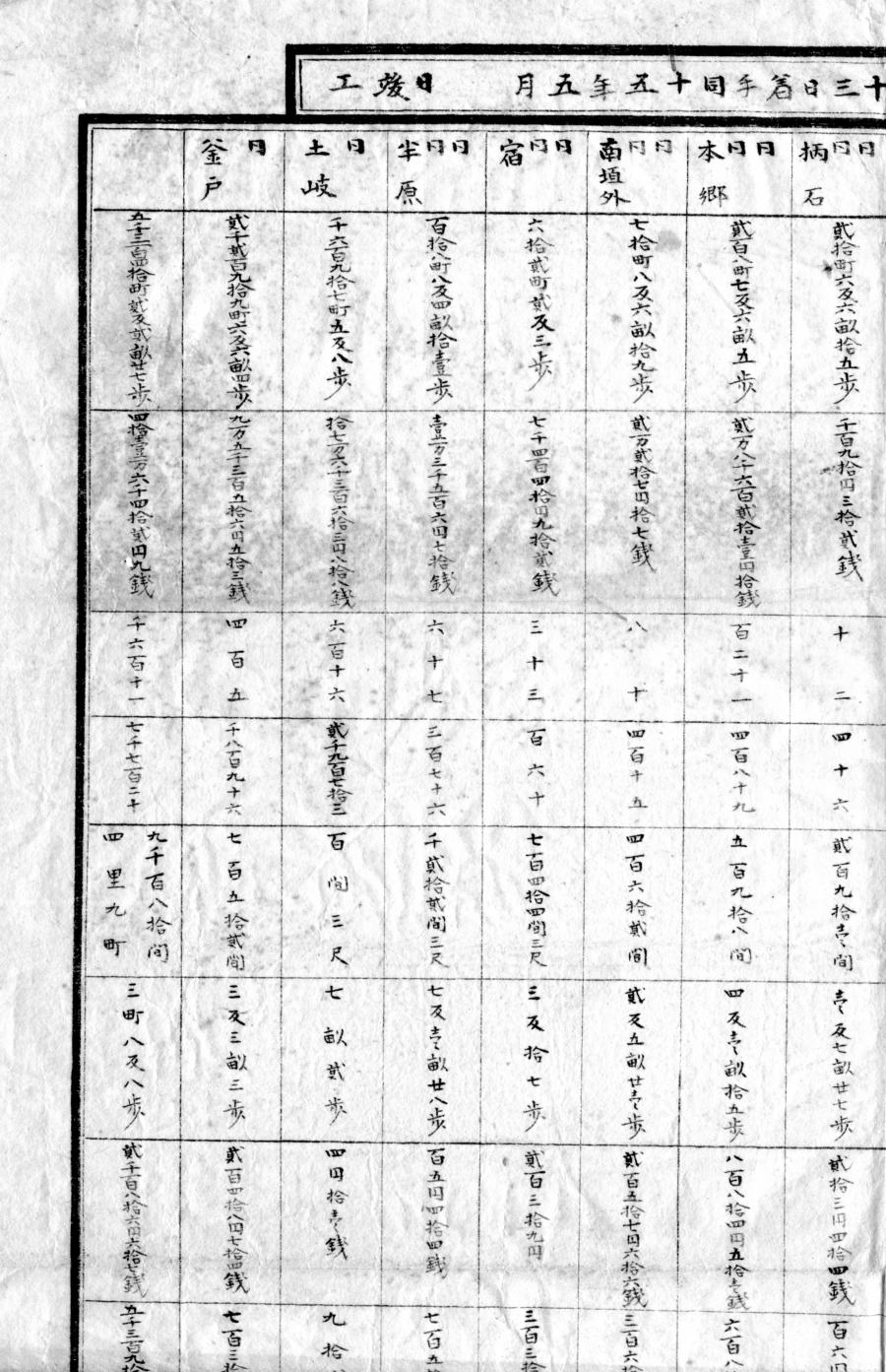
中街道開設総計表４

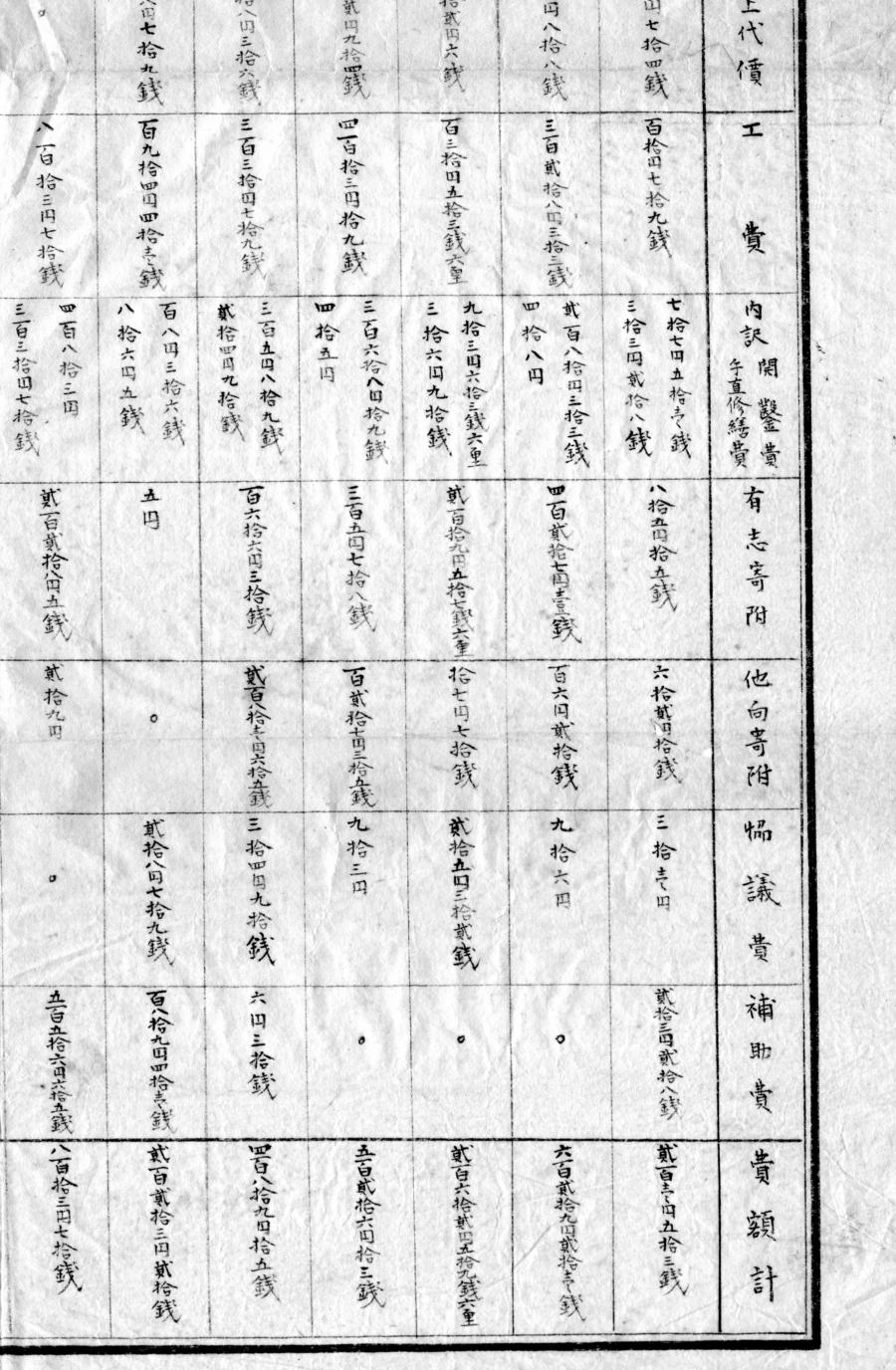
中街道開設総計表５

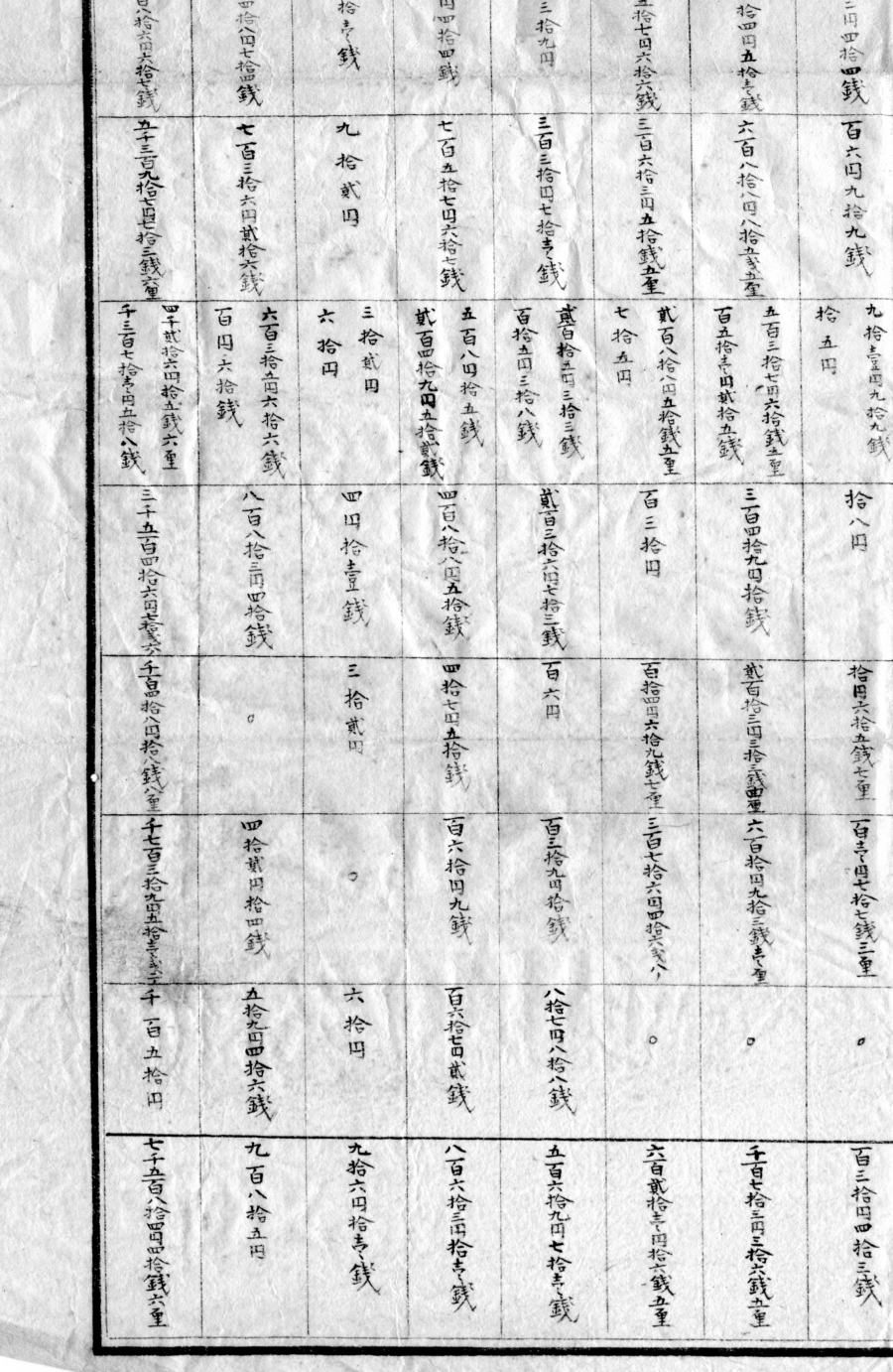
中街道開設総計表６

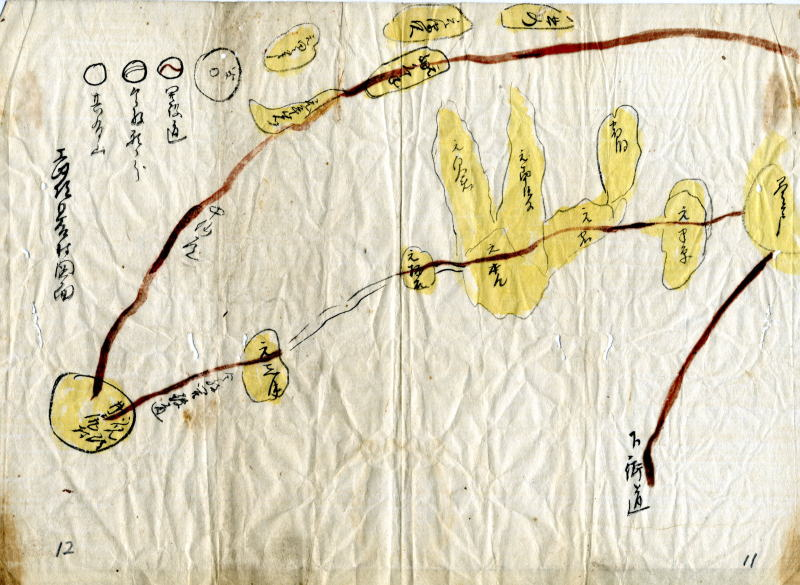
中山道新道開削願・絵地図

- この中山道新道を登山家のウォルター・ウェストンが通っていた史実があります。

以下は
中山道の中街道の開削について
瑞浪市教育委員会発行　資料
瑞浪市史　近代編　交通・鉱工業
平成21年3月
より抜粋・転記しました。
(二)中街道
中切～半原～宿～本郷～常柄～次月
前記の『晴雨日記』から
中街道開削の様子を拾ってみると、
次のようになっている。
明治十四年五月四日　
御嵩へ新道之開く義、井尻より三佐野迄は四月十一日に縄張り致し夫より取り掛かり二十日迄に出来致し候由、日吉、半原もこの節取掛り候様子に付、
釜戸村集会議の上今日取極致也
二十日半原村新海道今日より道作り始る也
六月十四日新道作り始る也、
中切より入口
八月　三日　二日より御嵩新道作り始る也　
旧陣屋、藪の中より作り始め半原堺(境)迄作る也　
五月二日、三日、四日、五日、
六日、七日〆六日の間　
起工人　起工人長　加勢悦喜　宿
溝口喜一　公文　
河合玉三郎、中切・桜井正次
＜以上p17＞
明治十五年七月四日　
御嵩駅へ通行新道開通式
この中街道の開削にあたっては、『中街道開削之記』(小川鈴一ノート)として残されているように、一触即発の危険な対立を含みながら進められた。
中街道開削の記
御維新以来社会の進運と共に交通の機関は益々備わり海に汽船を浮べて海運を計り陸には汽車を設け以て萬般の運輸を掌る　其他郵便電信あ
りて以て書信の往復を便にし山岳を貫いて道路を開き橋梁を架して大河を渡り如何なる山間僻地も漸次車声の麟々たるを聞くに至れり(中略)
美濃国を東西に貫通する中仙道の中可児郡井尻村より恵那郡大井駅に達
する数里の間は山岳起伏し、(中略)
所謂十三峠の嶮道にして本道中有名の難関なれば到底開明の今日に用ゆるの道路にあらざるなり、弦に於てや、当該官庁に於も本邦中有数の国道にして斯くの如き嶮路あるは時世の進化に阿はざるものなしと、時は明治十四年二月十四日即吾岐阜県庁の土木課長木村直実を遣わし属官四・五名をして之に随行せしめ先可児郡を説せしむ　県官等命を奉じて直に出張り忽ち沿道を承服したる後御嵩の豪家野呂萬次郎其地郡中の有力数輩を率いて釜戸村に来り　同所の旅舎土岐屋治郎平方に宿泊して沿道中の大部分たる日吉村戸長宮地兵
次郎氏及び柄石・本郷・南垣外・宿・半原各組の重立たる人民を召還し之を諭すに新道開設の事を以てす　
即いわく　可児郡御嵩村の中井尻より土岐郡釜戸村に至る数里の間は
往古鎌倉街道の道筋にして即古くの国道たり　慶長以来世は徳川の世に移り
而事社会の変遷と共に此中の街道も亦其余勢を蒙り是を変換して今の
大漱・細久手の二駅を設けたりと雖も此道たるや已に世人の知る如く
坂路甚だ多きを以て連も今日の国道に適せず　依て此間を往古の鎌倉街道
に従い再び道路を開設して以て交通の利便を計らんと欲し県庁は吾等吏員
を遣わしたるなり　沿道の人民たるもの宜しく此主旨を奉載し速に新道の
開設を出願し以て此は天下の公益を資し此は以て地方の開進を計るべし
との意を示せり　是に於てや召喚を受けたるの名々は一同其旨を組々へ伝えると同時に戸長は全村へ協議をなしたる処日吉村北部の七組は凡て一体に不服を唱え　殊に細久手駅は之が主唱となって大に之に反抗し　昼夜役場へ押寄せて非常に拒絶を主張し一方に於ては直に郡衙に向て哀情を訴願し中々容易に開墾なさしめまじきの景勢にて遂に戸長宮地兵次郎氏の居宅を焼き払う等の落書を為して充分脅嚇の威を示し　其外種々不穏の挙動を以て極力之を
妨害を力めしかば其筋に於ても捨置き難く　遂に巡査を役場へ派出して其年二月より四月下旬に至る殆ど六十余日間昼夜警戒を怠らざるの有様にて事態頗る騒憂を極めたり　
何分慶長以来殆ど三百有余年東西交通の要路なれば人馬の往来随て繁く沿道の宿駅は皆之に依て衣食したるものなり　然るを一朝之を廃道となすに
於ては細久手全駅の死活に関するの問題にして之を否むは一応理なきに
非ずと雖も諺に所謂小の虫を殺して大の虫を助くると云う事あり　今や
交通頻繁の時世に当て掌大の細久手
＜以上p18＞
人民を救うが為に天下幾多の公益を捨つるは理に於て然る可らずとなし
　戸長宮地兵次郎氏は有志の人々と共に前記不穏の挙動あるにも係わら
ず奮って一身を犠牲に供し以て之が成功を期し　明治十四年三月下旬よ
り本郷組安藤政助　小栗鉾三郎　半原組村瀬健二等の有志に命じ百難を
排し萬苦を忍び遂に開設の願書を認め郡役所を経て県庁に差出さしめた
り。(後略)
(「小川鈴一氏ノート」)
このように、中街道の開削は、細久手・大漱の両宿をはじめ中山道沿道の人々にとって死活問題であった。そのため、この影響を受ける村々では、関係役所に哀願したり、戸長宅を焼き払うぞとばかり相手の村を威嚇したりして必死にこれを食い止めようとしたが、徒歩や乗馬による通行は過去のものとして、時代にあった道の必要性を説かれ、ついにこの案を飲むにい
たっている。
こうして、明治十五年
（一八八二）五月、道路延長およそ一六キロメートル、総工費
七五八四円四〇銭六厘で完成した。
＜以上p19＞